# 樅山駅

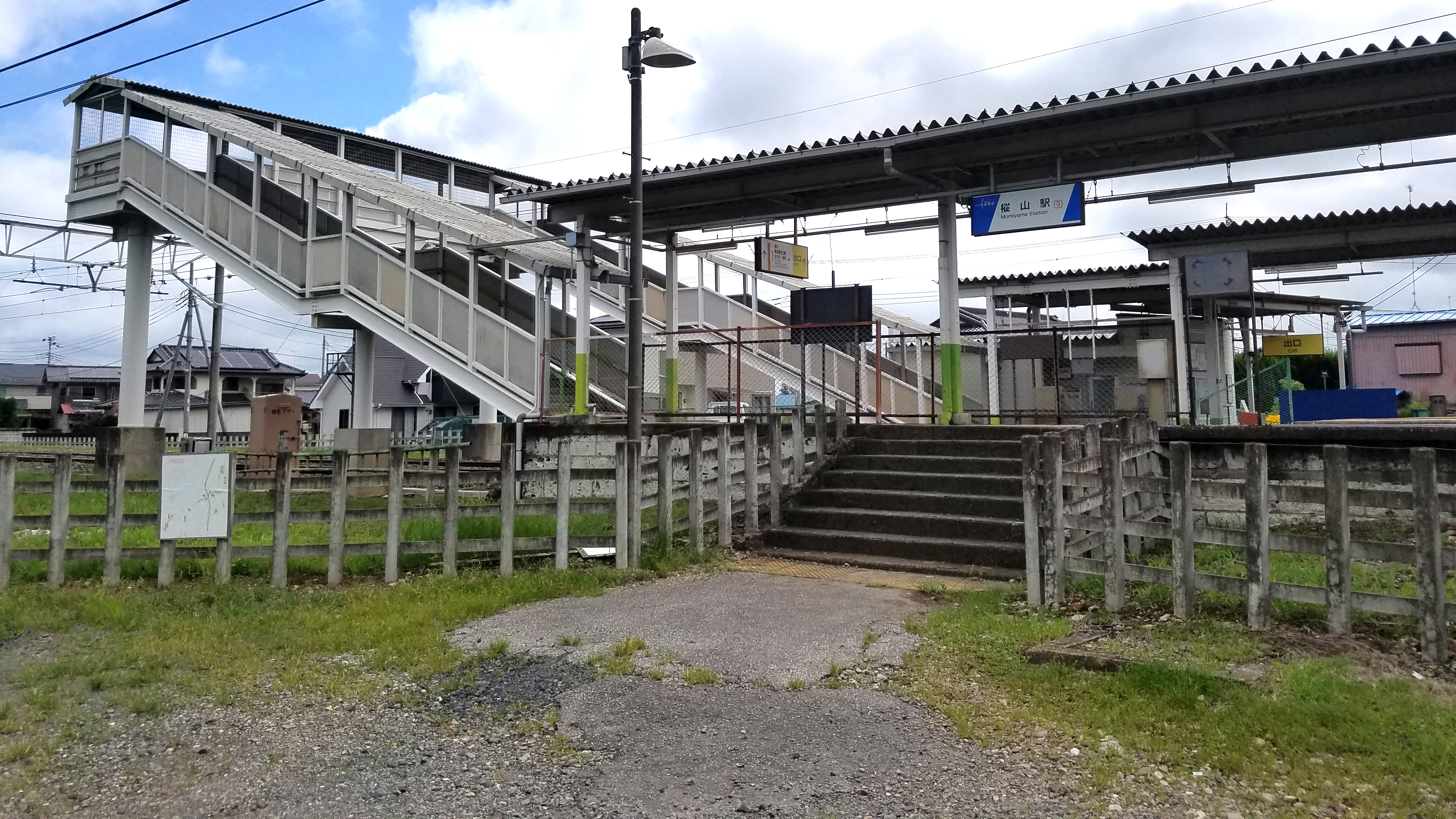
2番線側出入口（2021年8月）

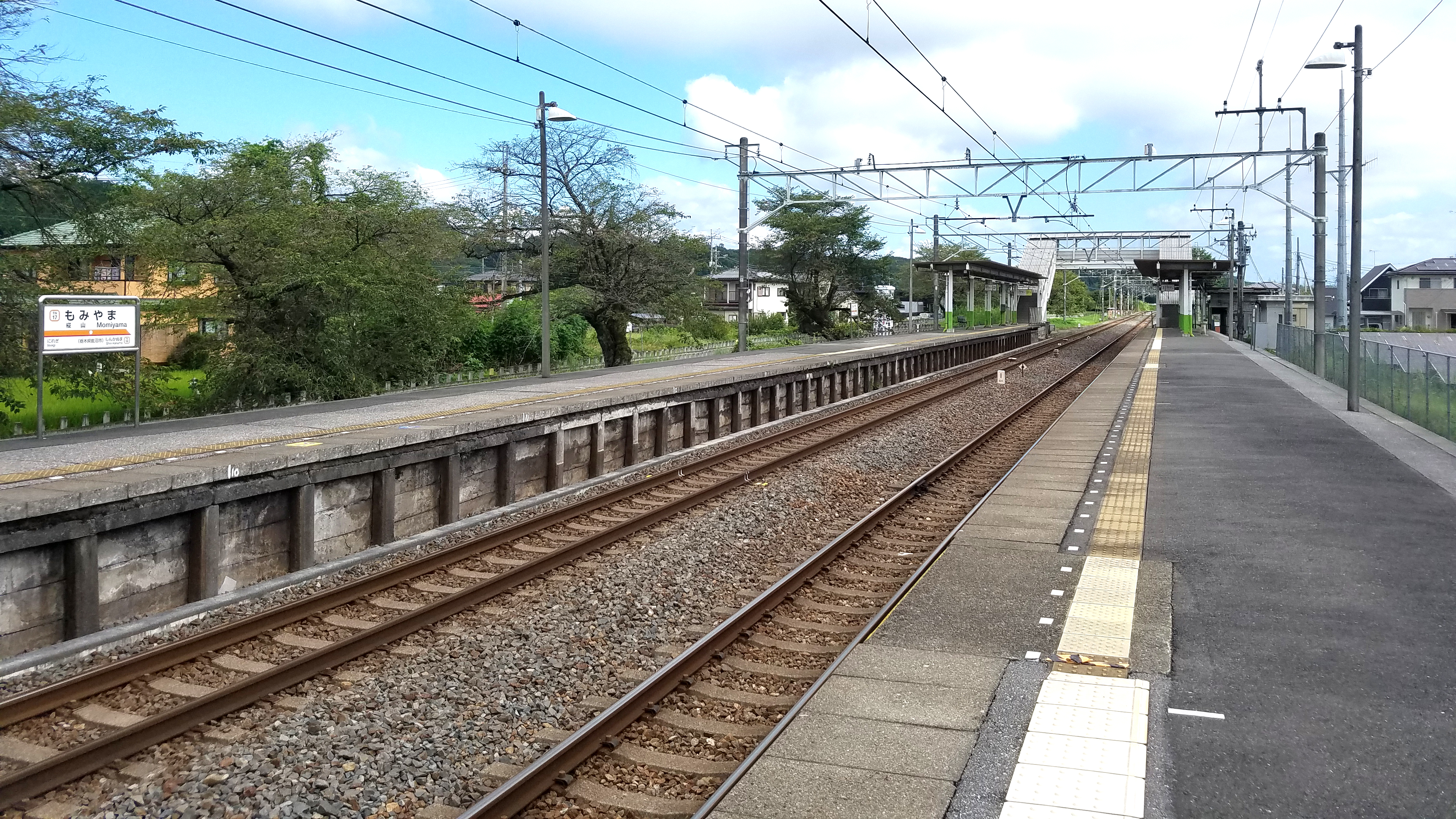
ホーム（2021年8月）

樅山駅（もみやまえき）は、栃木県鹿沼市樅山町にある東武鉄道日光線の駅である。駅番号はTN 17。

## 歴史
- 1929年（昭和4年）4月1日 - 杉戸駅（現・東武動物公園駅）から新鹿沼駅まで開通と同時に開業[1]。
- 1973年（昭和48年）9月1日 - 駅無人化（簡易委託開始）。
- 2012年（平成24年）3月17日 - TN 17の駅ナンバリングを導入。

## 駅構造
相対式ホーム2面2線を有する地上駅。駅舎は浅草方面ホーム側にあり、東武日光方面ホームとは跨線橋により連絡している。現在は無人駅だが、かつては緊急時乗車券を駅前商店で発売していた。

### のりば
| 番線 | 路線   | 方向 | 行先                                                                                   |
| ---- | ------ | ---- | -------------------------------------------------------------------------------------- |
| 1    | 日光線 | 上り | 新栃木・東武動物公園・ 東武スカイツリーライン 北千住・とうきょうスカイツリー・浅草方面 |
| 2    | 日光線 | 下り | 下今市・東武日光・ 鬼怒川線 鬼怒川温泉方面                                             |

- 上記の路線名は旅客案内上の名称（「東武スカイツリーライン」は愛称）で表記している。

## 利用状況
2024年度の1日平均乗降人員は448人である。
近年の1日平均乗降・乗車人員の推移は下表の通り。
| 年度               | 1日平均 乗降人員 | 1日平均 乗車人員 | 出典       |
| ------------------ | ---------------- | ---------------- | ---------- |
| 2000年（平成12年） | 373              | 183              |            |
| 2001年（平成13年） | 396              | 183              |            |
| 2002年（平成12年） | 327              | 158              |            |
| 2003年（平成15年） | 318              | 154              |            |
| 2004年（平成16年） | 311              | 150              |            |
| 2005年（平成17年） | 315              | 152              |            |
| 2006年（平成18年） | 326              | 158              |            |
| 2007年（平成19年） | 313              | 154              |            |
| 2008年（平成20年） | 370              | 184              |            |
| 2009年（平成21年） | 418              | 208              |            |
| 2010年（平成22年） | 475              | 237              |            |
| 2011年（平成23年） | 502              | 250              |            |
| 2012年（平成24年） | 569              | 283              |            |
| 2013年（平成25年） | 582              | 290              |            |
| 2014年（平成26年） | 538              | 269              |            |
| 2015年（平成27年） | 561              | 281              |            |
| 2016年（平成28年） | 566              | 285              |            |
| 2017年（平成29年） | 565              | 285              |            |
| 2018年（平成30年） | 549              | 277              |            |
| 2019年（令和元年） | 546              | 276              |            |
| 2020年（令和02年） | 456              |                  | [ 東武 3 ] |
| 2021年（令和03年） | 461              | 232              | [ 東武 4 ] |
| 2022年（令和04年） | 469              | 237              | [ 東武 5 ] |
| 2023年（令和05年） | 497              | 250              | [ 東武 6 ] |
| 2024年（令和06年） | 448              | 225              | [ 東武 1 ] |

## 駅周辺
- 鹿沼市役所北押原コミュニティセンター
- 鹿沼樅山郵便局
- 生子神社 - 毎年9月19日頃の日曜日に選択無形民俗文化財「生子神社の泣き相撲」が行われる。
- 国道293号
- 国道352号
- 栃木県道15号鹿沼足尾線
- 栃木県道137号樅山停車場線
- ヤオハン 樅山店

## バス路線
東武樅山駅
駅西側出口近くにある県道鹿沼足尾線沿いに設置されている。
- 鹿沼市民バス（リーバス）
  - 口粟野線：口粟野車庫
  - 上粕尾山の神線：山の神
  - 入粟野上五月線：上五月
  - 口粟野線・上粕尾山の神線・入粟野上五月線：JR鹿沼駅

樅山町南停留所
駅東側出口から約600メートル先にある国道293号（例幣使街道）沿いに設置されている。
- 鹿沼市民バス（リーバス）
  - 南押原線：楡木車庫 / JR鹿沼駅

## 隣の駅
東武鉄道
 日光線
■急行
通過
■普通
楡木駅 (TN 16) - 樅山駅 (TN 17) - 新鹿沼駅 (TN 18)